# Tierras bávaro-palatinas

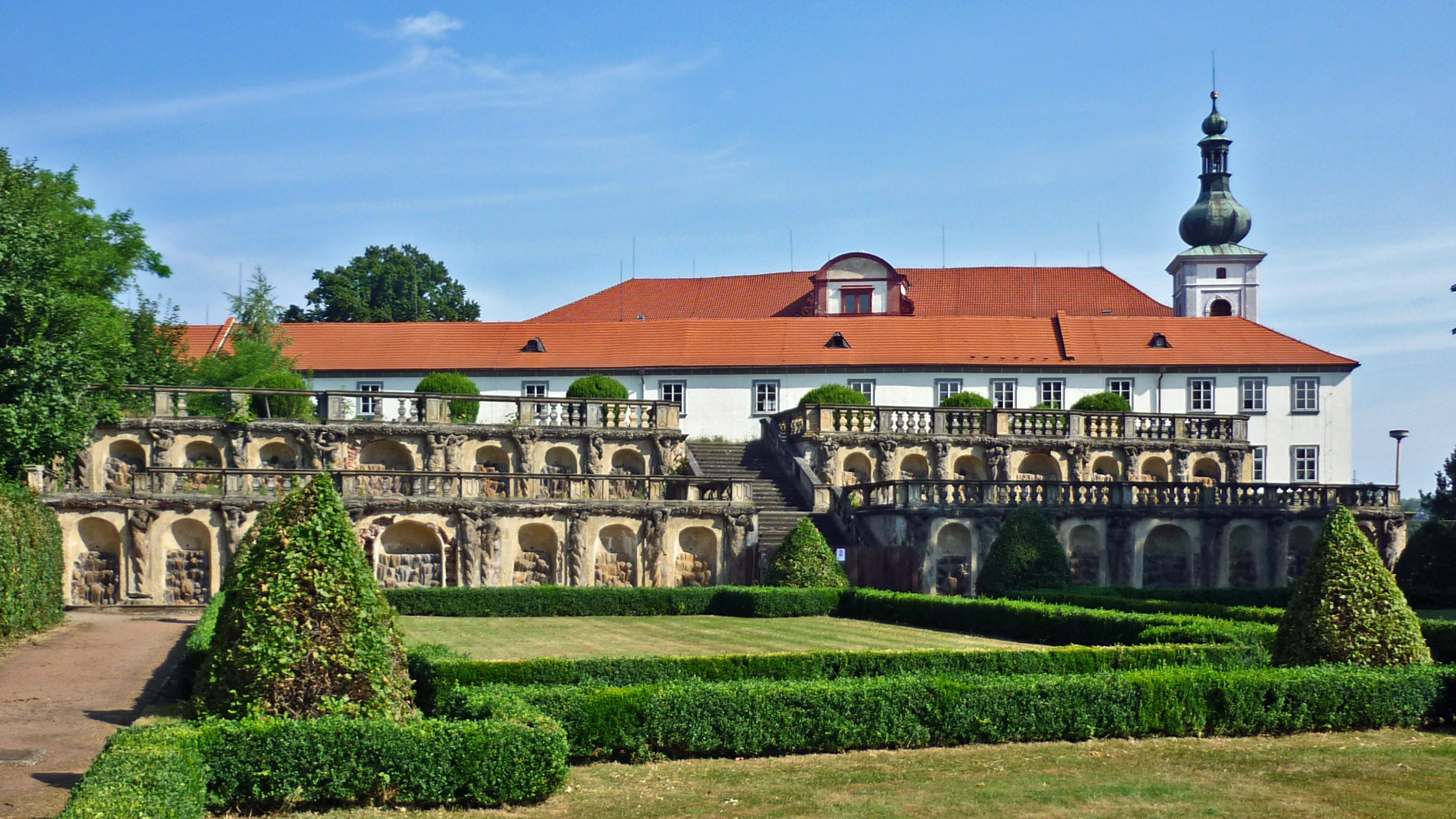
Vista del castillo de Reichstadt, situado en la localidad homónima (actual Zákupy) que era cabeza de uno de los señoríos que serían denominados en conjunto tierras bávaro-palatinas.

Las Tierras bávaro-palatinas (conocidas también como señoríos bávaro palatinos) fueron un conjunto de señoríos situados en el reino de Bohemia conocidos por su mención el derecho internacional de la primera mitad del siglo XIX.

## Historia

### Antecedentes
El origen de estas tierras se encuentra en una serie de señoríos propiedad de Julio Francisco, duque de Sajonia-Lauenburgo en el reino de Bohemia. Estos señoríos incluían el de Reichstadt (actual Zákupy). A la muerte de Julio Francisco en 1689, ante la falta de heredero varón, su hija primogénita Ana María Francisca heredó estos señoríos. Ana María Francisca estaba casada con Felipe Guillermo Augusto del Palatinado-Neoburgo. Cuando Ana María Francisca murió en 1741, sus señoríos en Bohemia fueron heredados por la hija del matrimonio, María Ana del Palatinado-Neoburgo. María Ana estuvo casada a su vez con el príncipe Fernando María Inocencio de Baviera, nieto del Maximiliano II Emanuel, Elector de Baviera. Estos señoríos fueron heredados a su vez por el príncipe Clemente Francisco de Baviera que murió en 1770 sin descendencia. A la muerte de Clemente Francisco fueron heredadas por su pariente Maximiliano III José, Elector de Baviera; y así como a los sucesores de este en el Electorado de Baviera.
Este origen (a través de la casa de Baviera, y la casa del Palatinado) hizo que las tierras fueran conocidas como tierras bávaro-palatinas (denominadas, terres bavaro-palatines)

### En elsigloXIX
En 1805 la posesión de las tierras bávaro-palatinas fue entregada por Maximiliano IV José, Elector de Baviera (futuro rey de Baviera) a Fernando de Austria, gran duque de Wurzburgo (que había sido gran duque de Toscana hasta 1802. y después de 1803 a 1805, elector de Salzburgo). Esta cesión se realizó a instancias del emperador Francisco II del Sacro Imperio (desde 1806, emperador de Austria bajo el nombre de Francisco I).  Fue en esta cesión cuando los señoríos tomaron el nombre de tierras bávaro-palatinas (denominadas, terres bavaro-palatines). 
Tras el colapso del Primer Imperio francés, se produce el Congreso de Viena. En el acta final de esta reunión (art. CI) se concedia a María Luisa de Borbón (exreina de Etruria) el ducado de Luca, así como una renta de adicional de 500.000 francos pagadera por Francisco I de Austria y su hermano Fernando, ya repuesto como soberano del gran ducado de Toscana en ese mismo tratado. El artículo establecía que esta renta se hipotecaría sobre la posesión de las Tierras bávaro-palatinas. Por entonces quedó estipulado que el emperador de Austria recuperaría la posesión de estas rentas en el momento de la reversión del ducado de Luca al gran ducado de Toscana.
A finales de 1817, Francisco I de Austria expresó que estas Tierras servirían para dotar a su nieto Napoleón Francisco José, hijo de Napoleón y de su hija mayor, María Luisa. Hizo patente su intención a distintos países interesados en una conferencia diplomática celebrada en París el 4 de diciembre de 1817, siendo representado por el ministro de Austria ante el rey de Francia.
De acuerdo con este deseo, y dentro del otorgamiento de distintas patentes, el 22 de julio de 1818, renunció en favor de su nieto Napoleón Francisco José, duque de Reichstadt y su descendencia legítima masculina, el derecho de reversión de las Tierras bávaro palatinas en el momento en que el ducado de Luca se integrará en el gran ducado de Toscana.
El duque de Reichstadt moriría en 1832, célibe y sin descendencia. La reversión del ducado de Luca al gran ducado de Toscana se produciría en 1847, tras la muerte de María Luisa de Austria, duquesa de Parma y la vuelta a la soberanía de este ducado de los Borbón-Parma que hasta entonces reinaban sobre el ducado de Luca. Esta reversión se produjo de acuerdo con lo establecido en el Tratado de Florencia de 1844. En ese momento la posesión de las Tierras volvió a Fernando I de Austria, hijo de Francisco I (fallecido en 1835).

### Individuales
1. ↑  Autor, ohne (6 de septiembre de 2015). Denkwürdigkeiten des Freiherrn Achatz Ferdinand von der Asseburg (en francés). BoD – Books on Demand. p. 232. ISBN 978-3-8460-8530-1. Consultado el 12 de junio de 2025.
2. ↑  «Inclosure in No. 243. Treaty of Florence of November 28, 1844». Correspondence Respecting the Affairs of Italy: Presented to Both Houses of Parliament 1846/1847 (en inglés). Londres: Harrison and son. 1847. pp. 257-272. Consultado el 20 de octubre de 2020.